# Миллер, Орсон Напп
Орсон Напп Миллер (англ. Orson Knapp Miller; 1930—2006) — американский миколог.

## Биография
Орсон Напп Миллер родился 19 декабря 1930 года в городе Кембридж штата Массачусетс. В 1948 году Миллер окончил Массачусетский университет. В 1953 году Орсон женился на Хоуп Хартиган. Некоторое время Орсон и Хоуп работали в Германии. Затем Миллер вернулся в США, в Мичиганский университет. В 1956 году ему была присвоена степень бакалавра по лесничеству. Несколько месяцев Орсон и Хоуп жили и работали в Айдахо. Затем они переехали в Филадельфию. В 1963 году Орсон Миллер стал доктором философии по микологии в Мичиганском университете. В том же году он был назначен адъюнкт-профессором Университета Айдахо. С 1963 по 1995 Оксон Напп преподавал микологию в Университете Монтаны. В 1970 году Миллер стал адъюнкт-профессором Политехнического университета Виргинии, в 1973 году был назначен профессором. Орсон Напп Миллер скончался 9 июня 2006 года.

## Грибы, названные в честь О. Н. Миллера
- Amanita orsonii Ash.Kumar & T.N.Lakh., 1990
- Clitocybe milleri H.E.Bigelow, 1985
- Crepidotus milleri Hesler & A.H.Sm., 1965
- Entoloma milleri Noordel., 2004
- Pholiota milleri A.H.Sm. & Hesler, 1968
- Plectania milleri Paden & Tylutki, 1969
- Rhizopogon milleri A.H.Sm., 1965
- Tylopilus orsonianus Fulgenzi & T.W.Henkel, 2007